# قرار مجلس الأمن التابع للأمم المتحدة رقم 695
قرار مجلس الأمن التابع للأمم المتحدة رقم 695، المتخذ بالإجماع في 30 أيار / مايو 1991، بعد النظر في تقرير الأمين العام بشأن قوة الأمم المتحدة لمراقبة فض الاشتباك، أشار المجلس إلى جهودها الرامية إلى إقامة سلام دائم وعادل في الشرق الأوسط.
دعا المجلس الأطراف المعنية إلى التنفيذ الفوري للقرار 338 (1973)، وجدد ولاية قوة المراقبة لمدة ستة أشهر أخرى حتى 30 نوفمبر 1991 وطلب من الأمين العام تقديم تقرير عن الوضع في نهاية تلك الفترة.